# Сергей Прадо
Сергей Прадо (ісп. Serguei Prado, нар. 10 серпня 1974, Санта-Клара) — кубинський футболіст, що грав на позиції нападника. Виступав, зокрема, за клуби «Вілья-Клару» та «Флеккерей», а також національну збірну Куби.

## Клубна кар'єра
Емоційний, проте результативний нападник. Протягом усієї кар'єри виступав за «Вілья-Клари». У 2005 році, разом з іншим кубинцем Освалем Ернандесом, захищав кольори команди клубу «Флеккерей» з третього дивізіону чемпіонату Норвегії. Після повернення на Кубу ставав найкращим бомбардиром місцевого чемпіонату 2003 та 2005 років. Зі 126-а голами очолює список найкращих бомбардирів в історії Куби. Завершив професіональну кар'єру футболіста у 2009 році.

## Виступи за збірну
У футболці національної збірної Куби дебютував у травні 1999 року у поєдинку кваліфікації Карибського кубку проти Бермуд. У складі збірної зіграв 30 матчів, у футболці яких відзначився 12-а голами. Учасник кубку Карибського басейну 1999 (фіналіст) та 2001 (півфіналіст) років. Востаннє футболку національної збірної одягав у січні 2005 року в поєдинку кваліфікації Золотого кубку КОНКАКАФ проти Гаїті.

### Голи за збірну
Рахунок та результати збірної Гаїті в таблиці подано на першому місці.
| №  | Дата           | Місце                                                        | Суперник                 | Рахунок | Результат | Змагання                                          |
| -- | -------------- | ------------------------------------------------------------ | ------------------------ | ------- | --------- | ------------------------------------------------- |
| 1  | 13 червня 1999 | Хейслі Кроуфорд Стедіум, Порт-оф-Спейн, Тринідад і Тобаго    | Тринідад і Тобаго        | 1-1     | 1-2       | Карибський кубок 1999                             |
| 2  | 10 жовтня 1999 | Лос-Анджелес Меморіал Колізеум, Лос-Анджелес, США            | Сальвадор                | 2-1     | 3-1       | плей-оф кваліфікації Золотого кубку КОНКАКАФ 2000 |
| 3  | 5 березня 2000 | Естадіо Педро Марреро, Гавана, Куба                          | Кайманові Острови        | 3-0     | 4-0       | кваліфікація ЧС 2002                              |
| 4  | 9 березня 2000 | Естадіо Педро Марреро, Гавана, Куба                          | Нікарагуа                |         | 4-0       | Товариський матч                                  |
| 5  | 2 липня 2000   | Національний стадіон, Кінгстон (Ямайка)                      | Ямайка                   | 1-0     | 1-1       | Товариський матч                                  |
| 6  | 4 липня 2000   | Марвін Лі Стедіум, Макоя, Танапуна-Піарко, Тринідад і Тобаго | Тринідад і Тобаго        | 1-0     | 1-4       | Товариський матч                                  |
| 7  | 8 квітня 2001  | Бурда, Джорджтаун, Гаяна                                     | Гаяна                    | 2-0     | 3-0       | кваліфікація Карибського кубку 2001               |
| 8  | 18 травня 2001 | Марвін Лі Стедіум, Макоя, Танапуна-Піарко, Тринідад і Тобаго | Сент-Кіттс і Невіс       | 1-1     | 1-1       | Карибський кубок 2001                             |
| 9  | 5 серпня 2001  | Естадіо Педро Марреро, Гавана, Куба                          | Панама                   | 1-0     | 1-0       | кваліфікація плей-оф Золотого кубку КОНКАКАФ 2002 |
| 10 | 1 грудня 2002  | СК «Трумен Боден», Джорджтаун (Кайманові Острови)            | Домініканська Республіка | 2-1     | 2-1       | кваліфікація Золотого кубку КОНКАКАФ 2003         |

## Кар'єра тренера
По завершенні кар'єри гравця розпочав тренерську діяльність. Спочатку тренував футзальні колективи, зокрема венесуельський «Депортіво Анзоатегі». З липня 2014 року — головний тренер «Вілья-Клари».

## Досягнення
«Вілья-Клара»
- Чемпіонат Куби
  -  Чемпіон (2): 2002/03, 2004/05

збірна Куби
- Карибський кубок
  -  Фіналіст (1): 1999

### Індивілуальні
- Найкращий бомбардир в історії чемпіонатів Куби (127 голів)
- Найкращий бомбардир чемпіонату Куби (2): 2002/03 (22 голи), 2004/05 (17 голів)